# Vannella bursella
Vannella bursella – gatunek ameby należący do rodziny  Vannellidae z supergrupy Amoebozoa według klasyfikacji Cavaliera-Smitha.
Forma pełzająca jest kształtu owalnego, półokrągłego albo łopatkowatego. Osobnik dorosły osiąga wielkość 12 – 37 μm. Posiada pojedyncze jądro o średnicy 3,7 – 7,4 μm z centralnie umieszczonym jąderkiem.
Występuje w morzu oraz w wodach słonawych.